# هیو آیک شات
هیو آیک شات (به انگلیسی: Hugh Ike Shott) سناتور سابق عضو حزب جمهوری‌خواه ایالات متحده آمریکا بود. وی در سال ۱۹۴۲ تا ۱۹۴۳ میلادی سناتور ایالت ویرجینیای غربی در سنای ایالات متحده آمریکا بود.